# Davorin Lesjak
Davorin Lesjak - Tinček, slovenski učitelj, planinec in narodni delavec, * 10. oktober 1872, Slivnica pri Celju, † 8. marec 1946, Ruše.
Lesjak je po končani ljudski šoli v domačem kraju in meščanski šoli v Celju  obiskoval v letih 1886–1891 učiteljišče v Mariboru. Po končanem šolanju je nato od 1891–1924 učiteljeval v Rušah, kjer se je 1924 v upokojil. Ob koncu prve svetovne vojne predsednik Narodnega sveta v Rušah, 1930 pa je postal ruški župan.
Lesjak je pisal razne članke v časnike (SGp, Südsteir. Presse, Domovina), nekaj malega  od 1901 naprej tudi v Planinski vestnik. V Rušah je bil ves čas med glavnimi narodnimi delavci, sodeloval v raznih društvih (Bralno društvo, Kmetijska podružnica, Pevsko društvo, Sokol). Zlasti aktiven pa je bil v Podravski podružnici SPD, ki jo je 8. aprila 1901 sam ustanovil in ji bil od ustanovitve načelnik. Podružnica je 1903 na Pohorju zgradila  »Žigertov stolp«, ki ga je 24. novembra 1904  viharni veter podrl, 1907 Ruško kočo, 1912 vilo Planinko in 1921 Čandrovo kočo;  markirala je mnogo poti po Pohorju in Kozjaku, prirejala skupne izlete in vršila pred prvo svetovno vojno važno narodno-obrambno delo na slovski severni meji.